# Поспеев, Виктор Владимирович
Ви́ктор Влади́мирович Поспеев — советский хозяйственный, государственный и политический деятель.

## Биография
Родился в 1926 году в Воронеже. Член КПСС.
С 1950 года — на хозяйственной, общественной и политической работе. В 1950—1999 гг. — строитель, инженер, прораб, руководящий работник в строительных организациях города Воронежа, заместитель председателя, председатель Воронежского городского исполнительного комитета, заместитель председателя Воронежского облисполкома по строительству, начальник Воронежского областного управления топливной промышленности, советник генерального директора строительной фирмы АО «АПЕКС».
Делегат XXIII, XXIV и XXV съездов КПСС.
Почётный гражданин Воронежа (1996)
Умер в Воронеже в 1999 году.
Именем Поспеева названа улица в Воронеже.